# Colombiaans voetbalelftal in 1995
Het Colombiaans voetbalelftal speelde in totaal achttien officiële interlands in het jaar 1995, waaronder zes duels bij de strijd om de Copa América in Uruguay, waar Colombia eindigde als derde in de eindrangschikking. De nationale selectie stond onder leiding van bondscoach Hernán Darío Gómez, de opvolger van succescoach Francisco Maturana die na het WK 1994 opstapte. Op de in 1993 geïntroduceerde FIFA-wereldranglijst steeg Colombia in 1995 van de 17de (januari 1995) naar de 15de plaats (december 1995).

## Balans
| Wedstrijden | Wedstrijden | Wedstrijden | Wedstrijden | Doelpunten | Doelpunten | Doelpunten | Punten |
| Gespeeld    | Winst       | Gelijk      | Verlies     | Voor       | Tegen      | Saldo      | Punten |
| ----------- | ----------- | ----------- | ----------- | ---------- | ---------- | ---------- | ------ |
| 18          | 5           | 8           | 5           | 15         | 17         | –2         | 1.000  |

## Interlands
|                                                             |               |       |          |                                                                                          |
| 31 januari Carlsberg Cup № 253 «onderlinge duels» 14:00 uur | Zuid-Korea    | 1 – 0 | Colombia | Hong Kong Stadium, Hongkong Toeschouwers: 29.296 Scheidsrechter: Cheung Chung-Ping (HKG) |
| 31 januari Carlsberg Cup № 253 «onderlinge duels» 14:00 uur | Choi Yong-Soo |       |          | Hong Kong Stadium, Hongkong Toeschouwers: 29.296 Scheidsrechter: Cheung Chung-Ping (HKG) |

|                          |                  |       |                                                       |                                                                                      |
| 4 februari Carlsberg Cup | Hong Kong League | 1 – 3 | Colombia                                              | Hong Kong Stadium, Hongkong Toeschouwers: 29.296 Scheidsrechter: Chan Yam-Ming (HKG) |
| 4 februari Carlsberg Cup | Dale Tempest 72' |       | 4' Héctor Botero 77' Víctor Pacheco 84' Luis Quiñónez | Hong Kong Stadium, Hongkong Toeschouwers: 29.296 Scheidsrechter: Chan Yam-Ming (HKG) |

|                                                       |           |       |          |                                                                            |
| 8 februari Vriendschappelijk № 254 «onderlinge duels» | Australië | 0 – 0 | Colombia | Lang Park, Brisbane Toeschouwers: 13.212 Scheidsrechter: John Fraser (AUS) |
| 8 februari Vriendschappelijk № 254 «onderlinge duels» |           |       |          | Lang Park, Brisbane Toeschouwers: 13.212 Scheidsrechter: John Fraser (AUS) |

|                                                        |           |                     |          |                                                                                            |
| 11 februari Vriendschappelijk № 255 «onderlinge duels» | Australië | 0 – 1               | Colombia | Sydney Football Stadium, Sydney Toeschouwers: 15.000 Scheidsrechter: Eugene Brazzale (AUS) |
| 11 februari Vriendschappelijk № 255 «onderlinge duels» |           | 66' Hamilton Ricard |          | Sydney Football Stadium, Sydney Toeschouwers: 15.000 Scheidsrechter: Eugene Brazzale (AUS) |

|                                                     |                                       |       |                      |                                                                                              |
| 22 maart Vriendschappelijk № 256 «onderlinge duels» | Colombia                              | 2 – 1 | Uruguay              | Estadio Anastasio Girardot, Medellín Toeschouwers: 30.000 Scheidsrechter: Felipe Russi (COL) |
| 22 maart Vriendschappelijk № 256 «onderlinge duels» | Wilmer Cabrera 20' Jorge Bermúdez 87' |       | 53' Osvaldo Canobbio | Estadio Anastasio Girardot, Medellín Toeschouwers: 30.000 Scheidsrechter: Felipe Russi (COL) |

|                                         |                   |       |         |                                                                                            |
| 17 juni US Cup № 257 «onderlinge duels» | Colombia          | 1 – 0 | Nigeria | Rutgers Stadium, Piscataway Toeschouwers: 15.216 Scheidsrechter: Esfandiar Barhamast (USA) |
| 17 juni US Cup № 257 «onderlinge duels» | Gabriel Gómez 87' |       |         | Rutgers Stadium, Piscataway Toeschouwers: 15.216 Scheidsrechter: Esfandiar Barhamast (USA) |

|                                         |        |       |          |                                                                                               |
| 21 juni US Cup № 258 «onderlinge duels» | Mexico | 0 – 0 | Colombia | RFK Memorial Stadium, Washington DC Toeschouwers: 20.432 Scheidsrechter: Raul Dominguez (USA) |
| 21 juni US Cup № 258 «onderlinge duels» |        |       |          | RFK Memorial Stadium, Washington DC Toeschouwers: 20.432 Scheidsrechter: Raul Dominguez (USA) |

|                                         |                  |       |          |                                                                                       |
| 25 juni US Cup № 259 «onderlinge duels» | Verenigde Staten | 0 – 0 | Colombia | Rutgers Stadium, Piscataway Toeschouwers: 36.126 Scheidsrechter: Raúl Rodríguez (ESA) |
| 25 juni US Cup № 259 «onderlinge duels» |                  |       |          | Rutgers Stadium, Piscataway Toeschouwers: 36.126 Scheidsrechter: Raúl Rodríguez (ESA) |

| Copa América 1995 |
| ----------------- |

|                                                      |                       |       |                      |                                                                                                |
| 7 juli Copa América Groep B № 260 «onderlinge duels» | Colombia              | 1 – 1 | Peru                 | Estadio Atilio Paiva Olivera, Rivera Toeschouwers: 5.000 Scheidsrechter: Ernesto Filippi (URU) |
| 7 juli Copa América Groep B № 260 «onderlinge duels» | Faustino Asprilla 68' |       | 80' Roberto Palacios | Estadio Atilio Paiva Olivera, Rivera Toeschouwers: 5.000 Scheidsrechter: Ernesto Filippi (URU) |

|                                                       |                   |       |         |                                                                                           |
| 10 juli Copa América Groep B № 261 «onderlinge duels» | Colombia          | 1 – 0 | Ecuador | Estadio Atilio Paiva Olivera, Rivera Toeschouwers: 8.000 Scheidsrechter: Pablo Peña (BOL) |
| 10 juli Copa América Groep B № 261 «onderlinge duels» | Freddy Rincón 44' |       |         | Estadio Atilio Paiva Olivera, Rivera Toeschouwers: 8.000 Scheidsrechter: Pablo Peña (BOL) |

|                                                       |                                                      |       |          |                                                                                                 |
| 13 juli Copa América Groep B № 262 «onderlinge duels» | Brazilië                                             | 3 – 0 | Colombia | Estadio Atilio Paiva Olivera, Rivera Toeschouwers: 10.000 Scheidsrechter: Ernesto Filippi (URU) |
| 13 juli Copa América Groep B № 262 «onderlinge duels» | Leonardo 30' Túlio Costa 76' René Higuita 85' (e.d.) |       |          | Estadio Atilio Paiva Olivera, Rivera Toeschouwers: 10.000 Scheidsrechter: Ernesto Filippi (URU) |

|                                                           |                                                                              |       |                                                                            |                                                                                               |
| 16 juli Copa América Kwartfinale № 263 «onderlinge duels» | Colombia                                                                     | 1 – 1 | Paraguay                                                                   | Estadio Centenario, Montevideo Toeschouwers: 25.000 Scheidsrechter: Salvador Imperatore (CHI) |
| 16 juli Copa América Kwartfinale № 263 «onderlinge duels» | Freddy Rincón 53'                                                            |       | 26' Juan Villamayor                                                        | Estadio Centenario, Montevideo Toeschouwers: 25.000 Scheidsrechter: Salvador Imperatore (CHI) |
| 16 juli Copa América Kwartfinale № 263 «onderlinge duels» | Strafschoppen                                                                |       |                                                                            | Estadio Centenario, Montevideo Toeschouwers: 25.000 Scheidsrechter: Salvador Imperatore (CHI) |
| 16 juli Copa América Kwartfinale № 263 «onderlinge duels» | Freddy Rincón Alexis Mendoza Níver Arboleda Wilmer Cabrera Faustino Asprilla | 5 - 4 | Juan Ramón Jara Roberto Acuña Adriano Samaniego Edgar Denis Carlos Gamarra | Estadio Centenario, Montevideo Toeschouwers: 25.000 Scheidsrechter: Salvador Imperatore (CHI) |

|                                                            |                                        |       |          |                                                                                         |
| 19 juli Copa América Halve finale № 264 «onderlinge duels» | Uruguay                                | 2 – 0 | Colombia | Estadio Centenario, Montevideo Toeschouwers: 20.000 Scheidsrechter: Félix Benegas (PAR) |
| 19 juli Copa América Halve finale № 264 «onderlinge duels» | Edgardo Adinolfi 51' Marcelo Otero 70' |       |          | Estadio Centenario, Montevideo Toeschouwers: 20.000 Scheidsrechter: Félix Benegas (PAR) |

|                                                            |                                                                                 |       |                          |                                                                                                   |
| 22 juli Copa América Troostfinale № 265 «onderlinge duels» | Colombia                                                                        | 4 – 1 | Verenigde Staten         | Estadio Campus Municipal, Maldonado Toeschouwers: 2.500 Scheidsrechter: Salvador Imperatore (CHI) |
| 22 juli Copa América Troostfinale № 265 «onderlinge duels» | Luis Quiñónez 30' Carlos Valderrama 38' Faustino Asprilla 50' Freddy Rincón 76' |       | 52' (pen.) Joe-Max Moore | Estadio Campus Municipal, Maldonado Toeschouwers: 2.500 Scheidsrechter: Salvador Imperatore (CHI) |

|  |  |  |  |  |  |  |  |  |

|                                                        |          |       |          |                                                                               |
| 6 september Vriendschappelijk № 266 «onderlinge duels» | Engeland | 0 – 0 | Colombia | Wembley Stadium, Londen Toeschouwers: 20.038 Scheidsrechter: Marc Batta (FRA) |
| 6 september Vriendschappelijk № 266 «onderlinge duels» |          |       |          | Wembley Stadium, Londen Toeschouwers: 20.038 Scheidsrechter: Marc Batta (FRA) |

|                                                       |            |       |          |                                                                                                 |
| 11 oktober Vriendschappelijk № 267 «onderlinge duels» | Argentinië | 0 – 0 | Colombia | Estadio Monumental, Buenos Aires Toeschouwers: 25.000 Scheidsrechter: Eduardo Dluzniewski (URU) |
| 11 oktober Vriendschappelijk № 267 «onderlinge duels» |            |       |          | Estadio Monumental, Buenos Aires Toeschouwers: 25.000 Scheidsrechter: Eduardo Dluzniewski (URU) |

|                                                       |                             |       |                    |                                                                               |
| 26 oktober Vriendschappelijk № 268 «onderlinge duels» | China                       | 2 – 1 | Colombia           | Workers Stadium, Peking Toeschouwers: 60.000 Scheidsrechter: Gang Huang (CHN) |
| 26 oktober Vriendschappelijk № 268 «onderlinge duels» | Haidong Hao 36' Bing Li 67' |       | 38' Alexis Mendoza | Workers Stadium, Peking Toeschouwers: 60.000 Scheidsrechter: Gang Huang (CHN) |

|                                                        |                                 |       |                                           |                                                                                          |
| 30 november Vriendschappelijk № 269 «onderlinge duels» | Mexico                          | 2 – 2 | Colombia                                  | Memorial Coliseum, Los Angeles Toeschouwers: 44.500 Scheidsrechter: Arturo Angeles (USA) |
| 30 november Vriendschappelijk № 269 «onderlinge duels» | Victor Ruíz 12' Luis García 74' |       | 22' Iván Valenciano 80' Oswaldo Mackenzie | Memorial Coliseum, Los Angeles Toeschouwers: 44.500 Scheidsrechter: Arturo Angeles (USA) |

|                                                        |                                                        |       |                  |                                                                                        |
| 20 december Vriendschappelijk № 270 «onderlinge duels» | Brazilië                                               | 3 – 1 | Colombia         | Estadio Vivaldo Lima, Manaus Toeschouwers: 35.000 Scheidsrechter: Márcio Rezende (BRA) |
| 20 december Vriendschappelijk № 270 «onderlinge duels» | Túlio Costa 48' Carlinhos Paulista 82' Túlio Costa 87' |       | 32' Oscar Pareja | Estadio Vivaldo Lima, Manaus Toeschouwers: 35.000 Scheidsrechter: Márcio Rezende (BRA) |

## FIFA-wereldranglijst
| JAN | FEB | MAR | APR | MEI | JUN | JUL | AUG | SEP | OKT | NOV | DEC |
| --- | --- | --- | --- | --- | --- | --- | --- | --- | --- | --- | --- |
| 17  | 16  | 16  | 16  | 19  | 23  | 12  | 13  | 15  | 15  | 17  | 15  |

## Statistieken
| René Higuita          | 1966-08-28 | Atlético Nacional      | 12 | 0 | 0 | 61 | 3  |
| Miguel Ángel Calero   | 1971-04-14 | Deportivo Cali         | 3  | 1 | 0 | 4  | 0  |
| Faryd Mondragón       | 1971-06-21 | CA Independiente       | 1  | 1 | 0 | 4  | 0  |
| José Maria Pazo       | 1964-04-04 | Atlético Junior        | 1  | 0 | 0 | 3  | 0  |
| Óscar Córdoba         | 1970-02-03 | América de Cali        | 0  | 1 | 0 | 31 | 0  |
| Verdediging           |            |                        |    |   |   |    |    |
| Jorge Bermúdez        | 1971-06-18 | América de Cali        | 14 | 0 | 1 | 14 | 1  |
| Alexis Mendoza        | 1961-11-08 | Atlético Junior        | 12 | 1 | 1 | 53 | 2  |
| Wilmer Cabrera        | 1967-09-15 | América de Cali        | 11 | 0 | 1 | 23 | 1  |
| José Fernando Santa   | 1970-09-12 | Atlético Nacional      | 11 | 0 | 0 | 11 | 0  |
| Alex Fernández        | 1970-01-22 | Independiente Medellín | 4  | 0 | 0 | 4  | 0  |
| Héctor Botero         | 1970-01-17 | Deportivo Cali         | 2  | 1 | 0 | 3  | 0  |
| Jersson González      | 1975-02-16 | América de Cali        | 2  | 1 | 0 | 3  | 0  |
| Wilson Pérez          | 1967-08-09 | América de Cali        | 2  | 1 | 0 | 49 | 3  |
| Geovanis Cassiani     | 1970-01-10 | Atlético Junior        | 2  | 0 | 0 | 3  | 0  |
| Arley Dinas           | 1974-05-16 | América de Cali        | 2  | 0 | 0 | 2  | 0  |
| Diego Osorio          | 1970-07-21 | Atlético Nacional      | 2  | 0 | 0 | 17 | 0  |
| James Cardona         | 1967-03-30 | América de Cali        | 1  | 1 | 0 | 2  | 0  |
| Alex Escobar          | 1965-02-08 | América de Cali        | 1  | 0 | 0 | 12 | 1  |
| Victor Marulanda      | 1971-02-03 | Atlético Nacional      | 0  | 1 | 0 | 1  | 0  |
| Jaime Suárez          | 1972-05-10 | Independiente Santa Fe | 0  | 1 | 0 | 1  | 0  |
| Middenveld            |            |                        |    |   |   |    |    |
| Carlos Valderrama     | 1961-09-02 | Atlético Junior        | 12 | 1 | 1 | 81 | 6  |
| Freddy Rincón         | 1966-08-14 | Real Madrid            | 12 | 0 | 3 | 57 | 15 |
| Leonel Álvarez        | 1965-07-29 | América de Cali        | 11 | 0 | 0 | 87 | 1  |
| Hernán Gaviria        | 1969-11-27 | Atlético Nacional      | 9  | 1 | 0 | 19 | 2  |
| Harold Lozano         | 1972-03-30 | Club América           | 5  | 3 | 0 | 21 | 3  |
| Bonner Mosquera       | 1970-12-02 | Millonarios            | 5  | 0 | 0 | 5  | 0  |
| Mauricio Serna        | 1968-01-22 | Atlético Nacional      | 3  | 1 | 0 | 15 | 0  |
| Óscar Pareja          | 1968-08-10 | Atlético Nacional      | 3  | 0 | 1 | 6  | 1  |
| Víctor Pacheco        | 1974-09-24 | Atlético Junior        | 2  | 1 | 0 | 7  | 1  |
| Gabriel Gómez         | 1959-12-08 | Independiente Medellín | 1  | 1 | 1 | 51 | 2  |
| Arley Betancourt      | 1975-03-04 | Deportivo Cali         | 1  | 0 | 0 | 2  | 0  |
| Jorge Bolaño          | 1977-04-28 | Atlético Junior        | 1  | 0 | 0 | 1  | 0  |
| Carlos Gutiérrez      | 1972-07-11 | América de Cali        | 1  | 0 | 0 | 1  | 0  |
| Óscar Restrepo        | 1974-01-02 | Deportes Quindio       | 1  | 0 | 0 | 2  | 0  |
| Oswaldo Mackenzie     | 1973-01-19 | Atlético Junior        | 0  | 2 | 1 | 2  | 1  |
| Aanval                |            |                        |    |   |   |    |    |
| Faustino Asprilla     | 1969-11-10 | Newcastle United       | 9  | 1 | 2 | 24 | 5  |
| Victor Aristizábal    | 1971-12-09 | Atlético Nacional      | 5  | 0 | 0 | 24 | 4  |
| Freddy León           | 1970-09-24 | Millonarios            | 3  | 5 | 0 | 8  | 0  |
| Níver Arboleda        | 1967-12-08 | CD Veracruz            | 3  | 1 | 0 | 5  | 0  |
| Hamilton Ricard       | 1974-01-12 | Deportivo Cali         | 3  | 0 | 1 | 3  | 1  |
| Iván Valenciano       | 1972-03-18 | Atlético Junior        | 3  | 0 | 1 | 19 | 6  |
| Juan José Gómez       | 1967-07-05 | Independiente Medellín | 3  | 0 | 0 | 3  | 0  |
| Adolfo Valencia       | 1968-02-06 | Independiente Santa Fe | 2  | 0 | 0 | 23 | 11 |
| Carlos Alberto Castro | 1970-08-17 | Atlético Junior        | 1  | 2 | 0 | 3  | 0  |
| Rubén Darío Hernández | 1965-02-19 | Independiente Santa Fe | 1  | 0 | 0 | 15 | 1  |
| Alonso Alcibar        | 1973-05-21 | Once Caldas            | 0  | 1 | 0 | 1  | 0  |
| Wilson Caño           | 1971-03-23 | Independiente Medellín | 0  | 1 | 0 | 1  | 0  |
| Miguel Ángel Guerrero | 1967-09-07 | CP Mérida              | 0  | 1 | 0 | 1  | 0  |

Colfútbol · A-internationals · Selecties · Statistieken · Bondscoaches · Colombiaans vrouwenelftal · Olympisch elftal · Colombia U20 · Colombia U17
1938 – 1949 ·
1950 – 1959 ·
1960 – 1969 ·
1970 – 1979 ·
1980 – 1989 ·
1990 – 1999 ·
2000 – 2009 ·
2010 – 2019 ·
2020 – 2029
WK 1962 · 
WK 1990 · 
WK 1994 · 
WK 1998 · 
WK 2014 · 
WK 2018
OS 1968 · 
OS 1972 · 
OS 1980 · 
OS 1992 · 
OS 2016
1938 · 
1939 · 1940 · 1941 · 1942 · 1943 · 1944 · 
1946 · 
1947 · 
1948 · 
1949 · 
1950 · 1951 · 1952 · 1953 · 1954 · 1955 · 1956 · 
1957 · 
1958 · 1959 · 1960 · 
1961 · 
1962 · 
1963 · 
1964 · 
1965 · 
1966 · 
1967 · 
1968 · 
1969 · 
1970 · 
1971 · 
1972 · 
1973 · 
1974 · 
1975 · 
1976 · 
1977 · 
1978 · 
1979 · 
1980 · 
1981 · 
1982 · 
1983 · 
1984 · 
1985 · 
1986 · 
1987 · 
1988 · 
1989 · 
1990 ·
1991 · 
1992 · 
1993 · 
1994 · 
1995 · 
1996 · 
1997 · 
1998 · 
1999 · 
2000 · 
2001 · 
2002 · 
2003 · 
2004 · 
2005 · 
2006 · 
2007 · 
2008 · 
2009 · 
2010 · 
2011 · 
2012 · 
2013 · 
2014 · 
2015 · 
2016 · 
2017 ·
2018 ·
2019 ·
2020 ·
2021
Algerije ·
Argentinië ·
Australië ·
Bahrein ·
België ·
Bolivia · 
Brazilië ·
Canada ·
Chili ·
China · 
Costa Rica ·
Cuba ·
DDR ·
Duitsland ·
Ecuador ·
Egypte ·
El Salvador ·
Engeland ·
Finland ·
Frankrijk ·
Griekenland ·
Guatemala · 
Haïti ·
Honduras ·
Hongarije ·
Hongkong ·
Ierland ·
Irak ·
Israël ·
Ivoorkust ·
Jamaica ·
Japan ·
Joegoslavië ·
Jordanië ·
Kameroen ·
Koeweit · 
Liberia · 
Marokko ·
Mexico ·
Montenegro ·
Nederland ·
Nederlandse Antillen ·
Nicaragua ·
Nieuw-Zeeland · 
Nigeria ·
Noord-Ierland ·
Noorwegen ·
Panama ·
Paraguay ·
Peru ·
Polen ·
Puerto Rico ·
Qatar ·
Roemenië ·
Saoedi-Arabië ·
Schotland ·
Senegal ·
Servië ·
Slovenië ·
Slowakije ·
Sovjet-Unie ·
Spanje ·
Trinidad en Tobago ·
Tsjecho-Slowakije ·
Tunesië · 
Turkije · 
Uruguay ·
Venezuela ·
Verenigde Arabische Emiraten · 
Verenigde Staten ·
Zuid-Afrika ·
Zuid-Korea ·
Zweden ·
Zwitserland
Brazilië (2014) ·
Engeland (2018) ·
Griekenland (2014) ·
Ivoorkust (2014) ·
Japan (2014) ·
Japan (2018) ·
Polen (2018) ·
Senegal (2018) ·
Uruguay (2014)